# Argemiro Veiga Gonçalves
Argemiro Veiga Gonçalves, mais conhecido como Veiga (Ubiratã, 30 de agosto de 1972), é um ex-futebolista brasileiro que atuava como volante.

## Carreira
Foi campeão da Copa Sul-Americana de Futebol Júnior de 1992,[carece de fontes?] que ocorreu em Itajaí, jogando pelo Joinville Esporte Clube.
Se transferiu ao Sion, da Suíça, onde participou na Copa UEFA, em 1997. Pelo time europeu, se sagrou campeão nacional suíço e tri-campeão da Copa Suíça.
Atuou em diversos clubes mexicanos entre 2000 e 2006, onde disputou três Libertadores. Defendeu também Sion, Basel, Servette, Le Havre e Juventude, encerrando sua carreira em 2008.
Em agosto de 2007, chegou ao Coritiba, onde foi Campeão Brasileiro da Série B daquele ano e encerraria a carreira no ano seguinte.
Em 2017, recebeu homenagem da Câmara Municipal de Cascavel (foi no Cascavel EC, clube hoje extinto, que ele foi descoberto para o futebol antes de tornar-se profissional).

## Títulos
Joinville Esporte Clube
- Copa Sul-Americana de Fútebol Júnior: 1992

Coritiba
- Campeonato Brasileiro - Série B: 2007[7]

Servette
- Super Liga Suíça: 1998–99
- Copa da Suíça:1997[8]